# کبوتر شیلیایی
 کبوتر شیلیایی (نام علمی: Patagioenas araucana) نام یک گونه از سرده کبوتر میدانی آمریکایی است.